# Attentats des 29 et 30 décembre 2013 à Volgograd
Les attentats de Volgograd sont deux attentats-suicides survenus les 29 et 30 décembre 2013 à Volgograd, en Russie. Le premier attentat a lieu à la gare de Volgograd, causant la mort de 16 personnes et en blessant une cinquantaine d'autres. Le second se déroule dans le raïon (district) de Dzerjinsk, dans un trolleybus, tuant 14 personnes.

## Contexte
Le premier attentat survient à six semaines du début des Jeux olympiques d'hiver de Sotchi. Il ravive le spectre de celles qu'on surnomme les « veuves noires » (parce qu'elles sont veuves, en l'occurrence de terroristes islamistes, et par analogie avec ce type d'araignées). Elles constituent des armes privilégiées de la rébellion islamiste caucasienne : depuis 1999, plusieurs attentats suicides ont été perpétrés par des femmes ; en 2004, un double attentat-suicide avait détruit deux avions de ligne après leur décollage, tuant 90 personnes, et en 2010, un double attentat suicide dans le métro de Moscou avait emporté 40 vies, avant d'être revendiqué par la rébellion caucasienne.
Dans une vision à court terme, l'objectif annoncé est de perturber si ce n'est d'annuler la tenue des Jeux olympiques d'hiver de Sotchi. Dans cette optique, durant l'été 2013, Dokou Oumarov, chef des rebelles islamistes du Caucase avait prévenu Vladimir Poutine de l'imminence de frappes dans une vidéo. Un attentat-suicide commis par une islamiste du nom de Naïda Assiyalova survient le 21 octobre 2013 dans un autobus traversant le district de Krasnaïa Armia de Volgograd. Il fait huit morts (dont la terroriste). Les victimes sont en majorité de jeunes étudiants entre 16 et 22 ans,.

## Attaques

### Gare de Volgograd
Le 29 décembre 2013, un attentat-suicide a lieu à la gare de Volgograd (gare no 1) dans la ville de Volgograd, capitale de l'oblast de Volgograd, au sud de la Russie, tuant 17 personnes et en blessant une quarantaine d'autres. L'attaque est perpétrée par une femme,, bien qu'aucune identification sur le sexe de l'auteur de cet attentat n'ait été prise en compte, et que certains médias l'ait identifié comme étant un homme. Aucun groupe ne revendique ces attaques, mais les autorités russes affirment l'hypothèse d'une attaque terroriste.
À 12 h 45 (heure locale de Moscou), l'auteur de l'attentat, identifié par les autorités comme étant Oksana Aslanova, déclenche sa ceinture explosive d'une puissance équivalente à 10 kg de TNT à la gare de Volgograd, tuant 17 personnes et blessant 44 autres, dont 38 sont hospitalisées. L'agence ITAR-TASS explique que l'explosion s'est déclenchée près des portiques de sécurité à l'entrée de la gare.

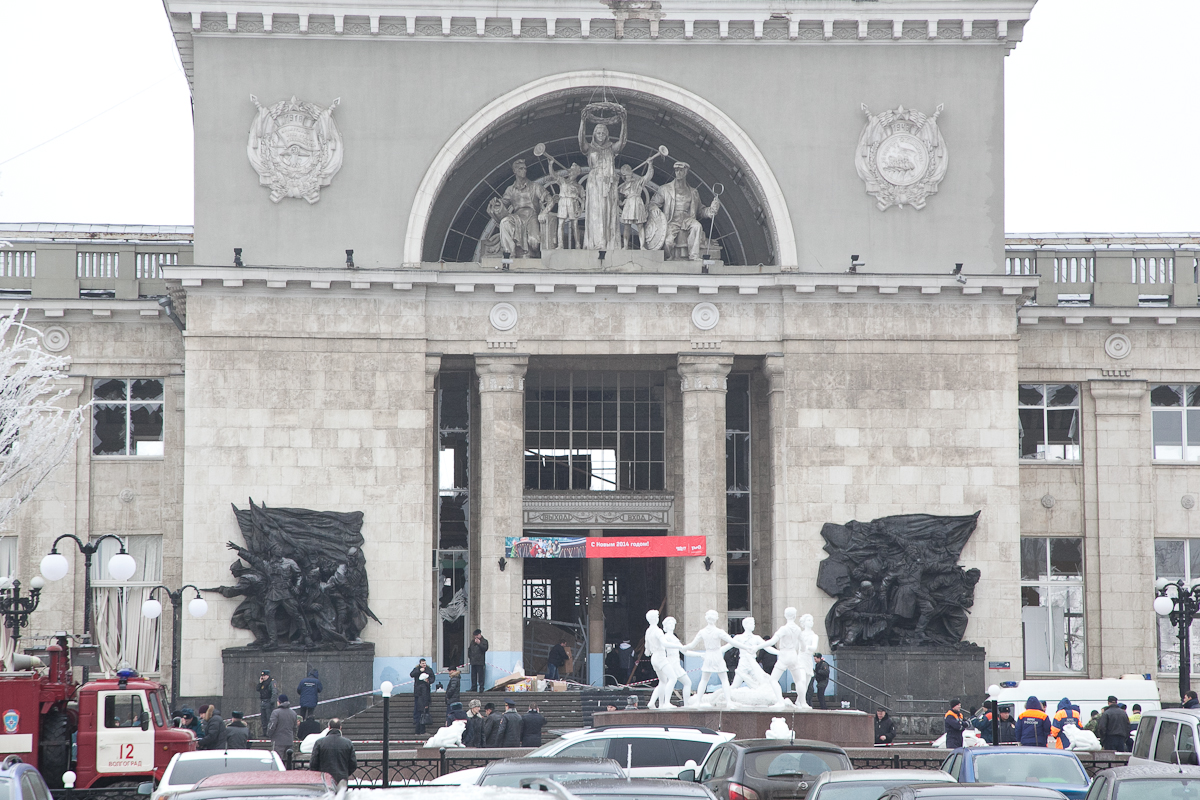
La gare après l'explosion.
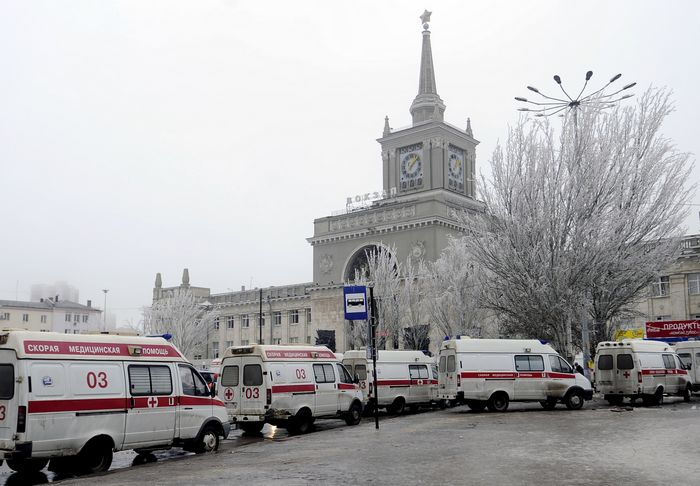
Les secours mobilisés.
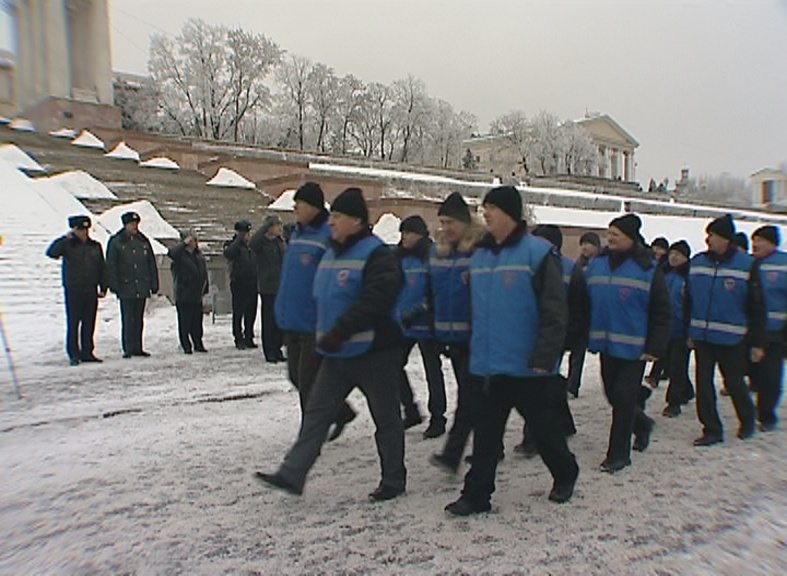
Des cosaques et des droujiniki participent au renforcement de la sécurité.

### Trolleybus
Une seconde attaque-suicide survient le 30 décembre 2013 à 8 h 23 (heure locale), ciblant un véhicule du réseau de trolleybus de Volgograd, au moment de son passage près des supermarchés. D'après les images d'amateurs, l'explosion s'est produite à l'arrière du trolleybus. Les premiers constats rapportent la mort d'une cinquantaine de personnes ; les derniers constats font état de 14 morts et 41 blessés. Selon les autorités, le « kamikaze » est un individu identifié sous le nom de Pavel Petchenkine, âgé de 32 ans lors de l'attaque. Originaire de Voljsk, il a épousé la cause des islamistes combattants du Daghestan début 2012 et s'est converti à l'islam en prenant le nom d’Ansar Ar-roussi.

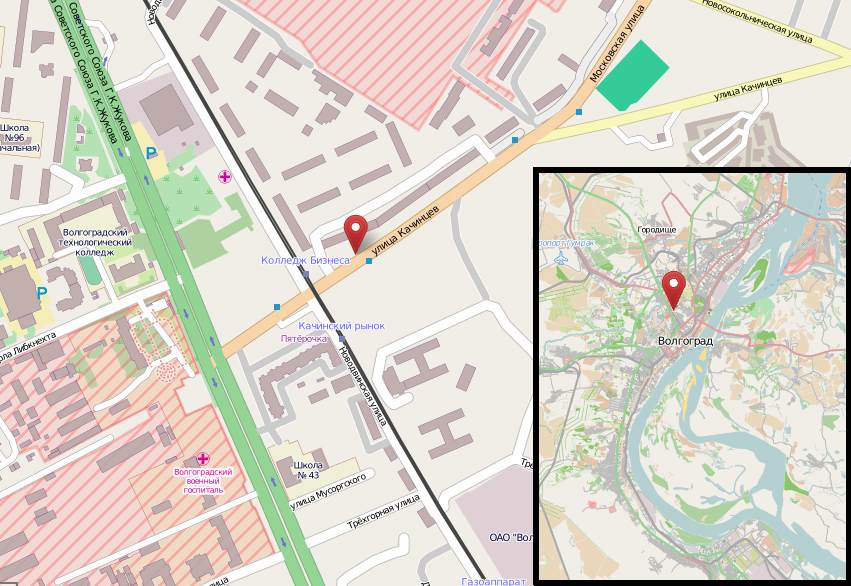
Lieu de l'attentat.
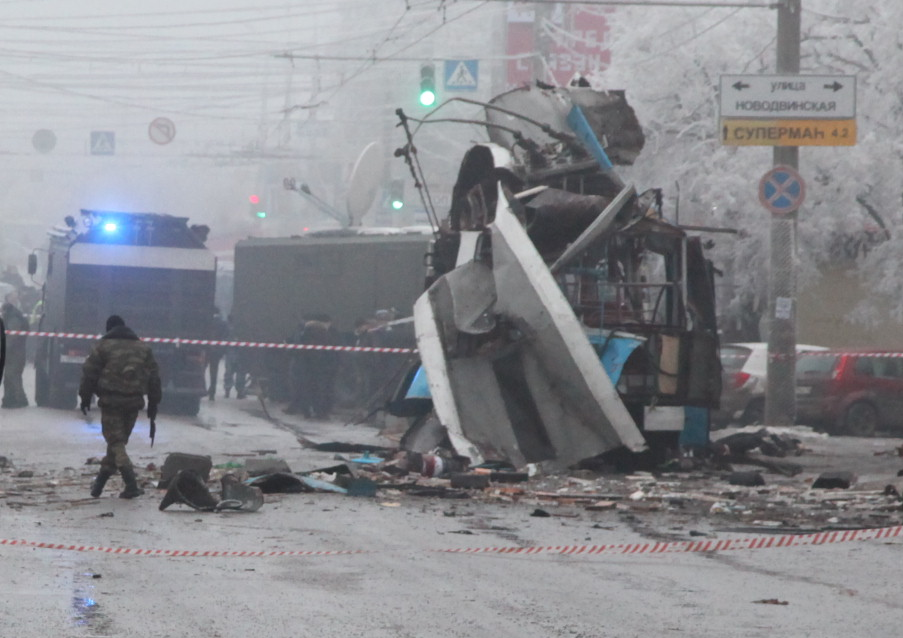
Vue du lieu après l'explosion.
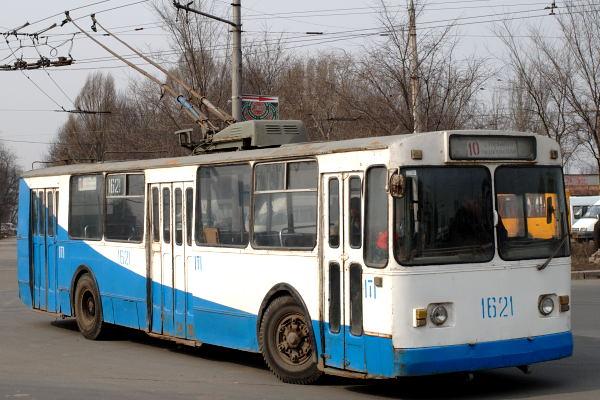
Le même modèle (en) que le trolleybus où a eu lieu l'explosion du 30 décembre.

## Réactions

### Intérieures
Le président Vladimir Poutine a immédiatement présenté ses condoléances aux familles des victimes, et a dépêché un avion pour transporter les blessés graves à Moscou. Le gouverneur de l'oblast a décrété cinq jours de deuil pour les victimes. Le ministre de l'intérieur a quant à lui ordonné un renforcement des mesures de sécurité dans toutes les infrastructures de transport du pays. Le secrétaire du conseil de sécurité de Russie Nikolaï Patrouchev a mis sur pied une réunion d'urgence de l'organisation nationale anti-terroriste pour faire le point sur la situation du terrorisme en Russie, et des contre-mesures envisageables.
Le comité d'enquête a rapidement établi que les explosifs utilisés lors des deux attaques étaient identiques, ce qui accréditait encore davantage la thèse du lien entre les deux attaques.
Le 1er janvier 2014, Vladimir Poutine s'est rendu à Volgograd après son intervention télévisée du nouvel an. Il y a déclaré que « ce crime abominable qui a été commis ici à Volgograd n’appelle aucun commentaire supplémentaire […] Peu importe ce que peuvent dire les criminels pour tenter de justifier leurs actes, il n’y a aucune justification pour des crimes commis contre des civils, surtout des femmes et des enfants. » Après avoir déposé une gerbe de fleurs, le président s'est rendu à l’hôpital au chevet des victimes. Par la suite, il a convoqué les responsables locaux pour faire le point sur la sécurité, saisissant l'occasion de rappeler la détermination de la Russie dans la lutte contre le terrorisme.

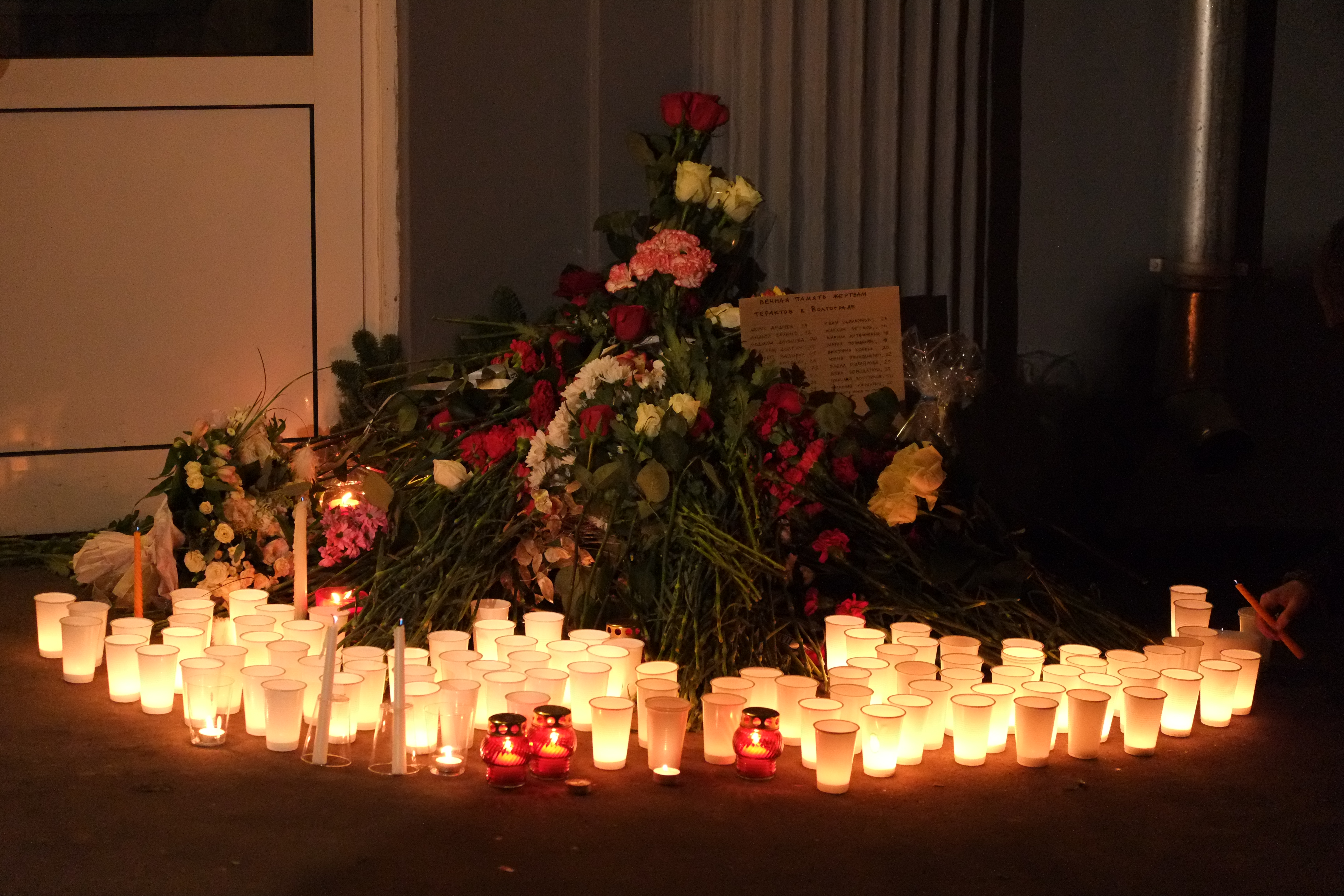
Témoignage de soutien de la population.
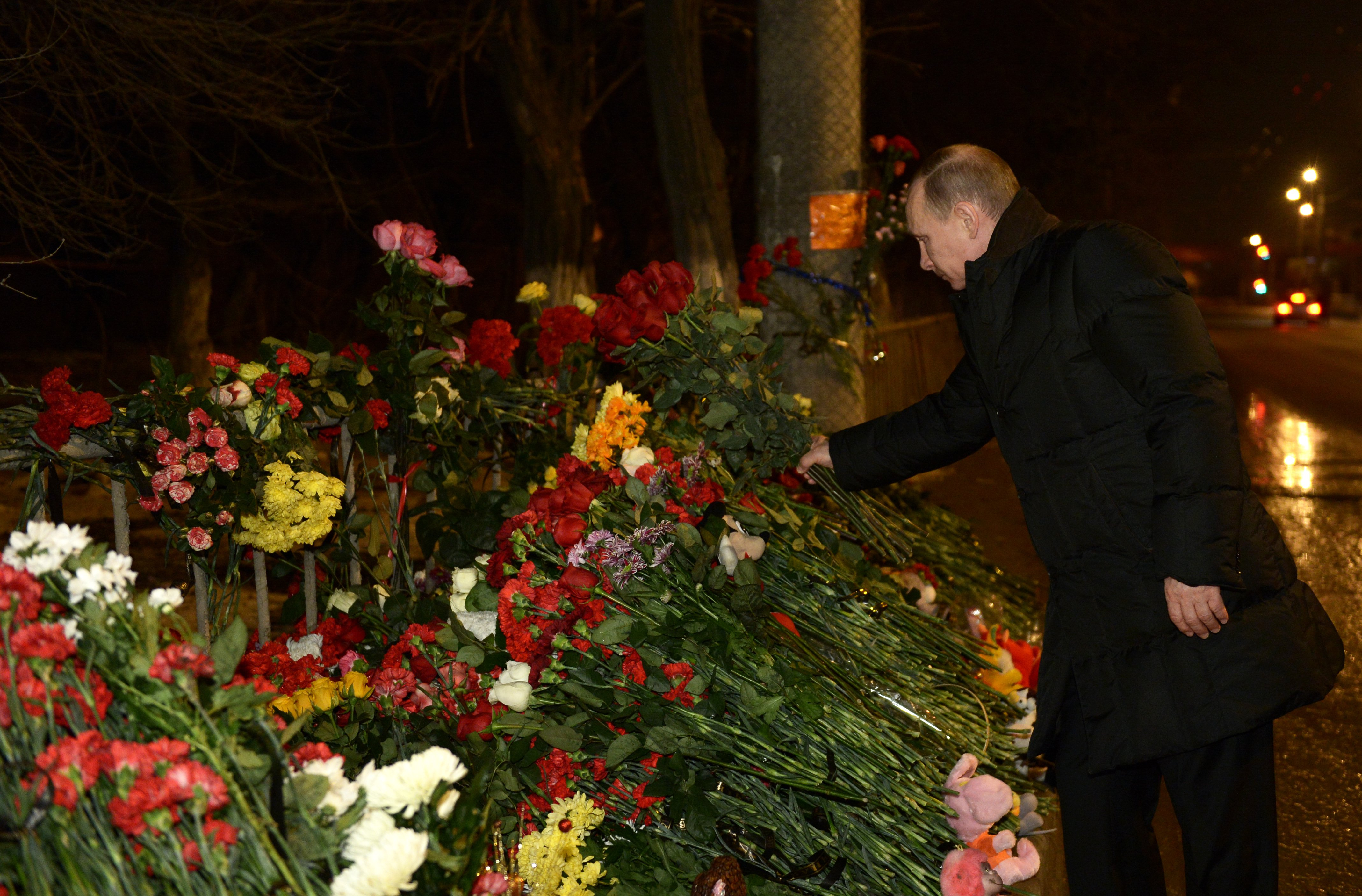
Déplacement de Vladimir Poutine sur les lieux.
Hommage aux victimes devant la gare.

### Internationales
Organisations internationales :
- ONU : Le secrétaire général de l’ONU Ban Ki-moon a exprimé ses condoléances par téléphone à Vladimir Poutine, et le service de presse a communiqué que « Le secrétaire général est bouleversé par la nouvelle des attentats effrayants commis en Russie. Il condamne résolument les crimes en exprimant ses condoléances profondes aux familles des victimes ainsi qu’au gouvernement et au peuple de la Fédération de Russie »[23].
- OTAN : Le secrétaire général de l'OTAN, Anders Fogh Rasmussen, « condamne fermement l'attentat terroriste » lors d'un communiqué. Il ajoute qu'« il ne peut y avoir aucune justification à de tels attentats barbares[24]. ».
- : Le Comité international olympique a exprimé sa solidarité envers les victimes et reste convaincu que les services de sécurité russes seront à la hauteur des JO de Sotchi[25].

États :
- Ukraine : Le président Viktor Ianoukovitch déclare que « Nous partageons le chagrin de ceux qui ont perdu leurs proches et condamnons catégoriquement toute manifestation du terrorisme[26]. ».
- Les pays baltes (l'Estonie, la Lettonie et la Lituanie) présentent également leurs condoléances aux familles des victimes. Le président estonien Toomas Hendrik Ilves ajoute « Cette tragédie survenue à quelques jours du Nouvel an, lorsque beaucoup de gens rentrent chez eux pour les fêtes, est particulièrement affreuse[26]. ».
- États-Unis : Le porte-parole du département d'État a déclaré que « Les États-Unis condamnent dans les termes les plus forts l'attaque terroriste perpétrée aujourd'hui à Volgograd », en ajoutant que « Nos plus sincères condoléances vont aux familles des victimes, et nous restons solidaires avec le peuple russe contre toute forme de terrorisme »[27].
- Chine : Le président Xi Jinping, condamnant fermement l'attaque, a présenté ses condoléances à Vladimir Poutine ainsi qu'aux victimes[28],[29].
- France : François Hollande a qualifié l'attentat de « terrible attentat »[30].
- Grèce : Athènes a évoqué une « action terroriste barbare »[31].
- Chili : « Le gouvernement chilien condamne dans les termes les plus forts les attaques terroristes » et transmet « [...] au gouvernement et au peuple de la fédération de Russie [ainsi qu'aux] familles des victimes ses plus sincères condoléances et sentiments de solidarité. » Dans ce même communiqué, le Chili réaffirme le terrorisme comme étant inacceptable, et appelle à renforcer les coopérations internationales[32].
- Colombie : Par l'intermédiaire du ministère des Affaires étrangères, le gouvernement condamnait les attaques perpétrées à Volgograd, et présentait ses condoléances aux familles des victimes. La Colombie soulignait alors qu'elle « [...] estime que la lutte contre le terrorisme doit être une priorité pour tous les pays, qui devraient prendre des mesures conjointes pour être vraiment efficaces dans ce domaine. »[33].
- Espagne : Le gouvernement espagnol « envoie ses plus sincères condoléances aux victimes et à leurs familles, et pour les personnes et les autorités russes [et] exprime sa pleine solidarité et son soutien dans la lutte contre le fléau du terrorisme, phénomène qui doit être combattu avec tous les outils fournis par la primauté du droit et de la coopération internationale. »[34].
- Argentine : Le ministère des Affaires étrangères a publié une déclaration dans laquelle il a indiqué que l'Argentine exprime sa « ferme condamnation de l'attaque terroriste », ajoutant que « [...] le peuple argentin offre ses plus sincères condoléances aux familles des victimes et exprime sa solidarité avec les blessés [...], ainsi qu'aux citoyens et au gouvernement de la fédération de Russie ». Plus globalement, l'Argentine réaffirmait « [...] sa conviction que tous les auteurs d'actes terroristes doivent être jugés selon les lois du pays attaqué et du droit international. » [35].
- Israël : Le président Shimon Peres a exprimé ses condoléances au président russe Vladimir Poutine tout en condamnant fermement les actions des terroristes.
- Serbie : Le président Tomislav Nikolić ainsi que son Premier ministre Ivica Dačić ont envoyé un télégramme de condoléance au Premier ministre russe[36].
- Croatie : Le président croate Ivo Josipović a demandé à Vladimir Poutine de « recevoir les condoléances profondes et les regrets sincères du peuple croate »[37].
- Mexique : Le président mexicain Enrique Peña Nieto a condamné les attentats et a exprimé ses condoléances « au peuple et au gouvernement de la fédération de Russie » sur son compte Twitter[38].
- Iran : Téhéran a transmis ses condoléances aux proches des victimes par l'intermédiaire de son ministre des Affaires extérieures[39].
- Allemagne : La chancelière Angela Merkel a transmis à M. Poutine sa compassion, et Joachim Gauck, président fédéral a ajouté dans son courrier « Je condamne ces actes ignobles de terrorisme et de destruction qui portent atteinte à l'humanité. Au nom de mes compatriotes, je tiens à exprimer mes plus sincères condoléances. »[40].
- Syrie : Par l'intermédiaire de son ministre des Affaires étrangères, présentant ses condoléances, Damas faisait savoir à Moscou qu'elle condamnait la double attaque, qui intervient dans un danger croissant de terrorisme à travers le monde, ajoutant qu'elle « exprime sa profonde préoccupation face au développement du terrorisme international et les crimes brutaux qu'il cause aux citoyens innocents »[41].
- Belgique : Le Vice-Premier ministre et ministre des Affaires étrangères Didier Reynders « présente ses condoléances aux familles et amis des victimes ainsi qu’au gouvernement de la Fédération de Russie » et « espère que les autorités trouveront les responsables afin de les poursuivre en justice. »[42].
- Italie : Le président Giorgio Napolitano « souhaite présenter personnellement et au nom du peuple italien l'expression de ses condoléances ». Dans son courrier, il condamnait les attaques, tout en rappelant la ferme opposition de l'Italie face au terrorisme[43].
- Viêt Nam : Le porte-parole du ministère des Affaires étrangères, répondant aux journalistes, affirmait que le Viêt Nam condamnait fermement les attaques et présentait ses plus profondes condoléances au peuple russe ainsi qu'aux victimes, espérant que la condamnation des coupables. Dans la même journée, le président adressait ses condoléances à son homologue russe[44].
- Pakistan : Dans un communiqué du ministère des affaires étrangères, le Pakistan « condamne fermement l'attentat terroriste à la gare de Volgograd qui a donné lieu à de multiples morts et blessés » et « [...] adresse ses condoléances aux familles des victimes et sympathise avec toutes les personnes blessées dans cet acte barbare. »[45].
- Émirats arabes unis : Par l'intermédiaire d'un communiqué de presse du ministère des Affaires étrangères transmettant les condoléances, les « Émirats arabes unis condamnent dans les termes les plus forts cette attaque terroriste et appellent la communauté internationale à la concertation dans la lutte contre le terrorisme pour lutter et éradiquer le terrorisme, une menace pour la sécurité et la stabilité. »[46].
- Bahreïn : Le royaume dénonce les attaques perpétrées et exprime son entier soutien au gouvernement russe et à ses actions dans la lutte anti-terroriste[46].
- Égypte : Nabil Fahmy, à la tête du ministère des Affaires étrangères a envoyé un télégramme à son homologue russe pour condamner les attaques et présenter ses condoléances[46].
- Inde : Dans une lettre adressée au président russe, le Premier ministre indien faisait part de ses condoléances. Il ajoutait que « L'Inde condamne fermement ces attaques terroristes contre des civils innocents. Ces attaques constituent une grave violation des droits de l'Homme, et un crime contre l'humanité déraisonné. »[46].

## Enquête
Le 30 janvier 2014, les autorités font connaître l'identité des deux kamikazes : Asker Samedov et Souleïman Magomedov. Dans ce même communiqué, le lien avec le conflit au Daghestan et les menaces contre les Jeux olympiques de Sotchi sont retenus, car ils sont évoqués dans une vidéo d'adieu des kamikazes. Enfin, deux personnes qui avaient transporté les auteurs des attaques sont arrêtées.